# Château de Dunguaire
Le château de Dunguaire  en (irlandais Dún Guaire) est un château construit en 1520 au bord de la baie de Galway dans le Comté de Galway en Irlande.
Le château tire son nom de l'ancien fort de Guaire, Roi de Connacht qui mourut en 622. C'est probablement à l'Est du château que se situait le fort original.

## Histoire
Il fut construit en 1520 et habité par les descendants de Guaire : la famille O'Hynes et ce jusqu'au XVIIe siècle, date à laquelle le château passa aux mains de la famille Martyn originaire de Galway dont Richard Martyn maire de Galway à cette époque qui décida de vivre dans le château avec sa famille jusqu'en 1642. Ensuite et jusqu'au début du XXe siècle, le château sera aux mains de la famille Martyn du château de Tulira.
En 1924, le château fut racheté et restauré par Oliver St John Gogarty, célèbre chirurgien qui, lui, n'y vécut jamais.
En 1954 c'est Christobel Lady Ampbill qui acquit le château et compléta l'œuvre de restauration entreprise par son prédécesseur.
En 1966, le château s'ouvre au public et c'est depuis cette date que le château est le théâtre de banquets médiévaux où le public est accueilli par des acteurs en costume d'époque et assiste à de la traditionnelle musique irlandaise.
Depuis 1977, le château de Dunguaire est la propriété du Shannon Free Airport Development company.

## Le château de Dunguaire: Une maison-tour irlandaise
Bien que l'on s'y réfère comme à un château, il n'en est pas un à proprement parler mais il représente plutôt un exemple typique de ces tours construites au XVIe siècle à la mode et servant de résidences fortifiées à la noblesse et aux grands fermiers de l'époque.
C'est dans le Comté de Clare et le  Comté de Limerick(et dans une moindre mesure dans le Comté de Galway) que l'on peut trouver la plus grande concentration de ces tours. Dans ces régions il était du dernier cri pour un riche fermier ou un riche propriétaire de se faire construire une maison-tour.
La mode de la maison-tour viendrait plus que probablement d'Europe continentale où l'on retrouve un style d'habitation similaire; principalement dans le nord de l'Italie, la France ou l'Allemagne.

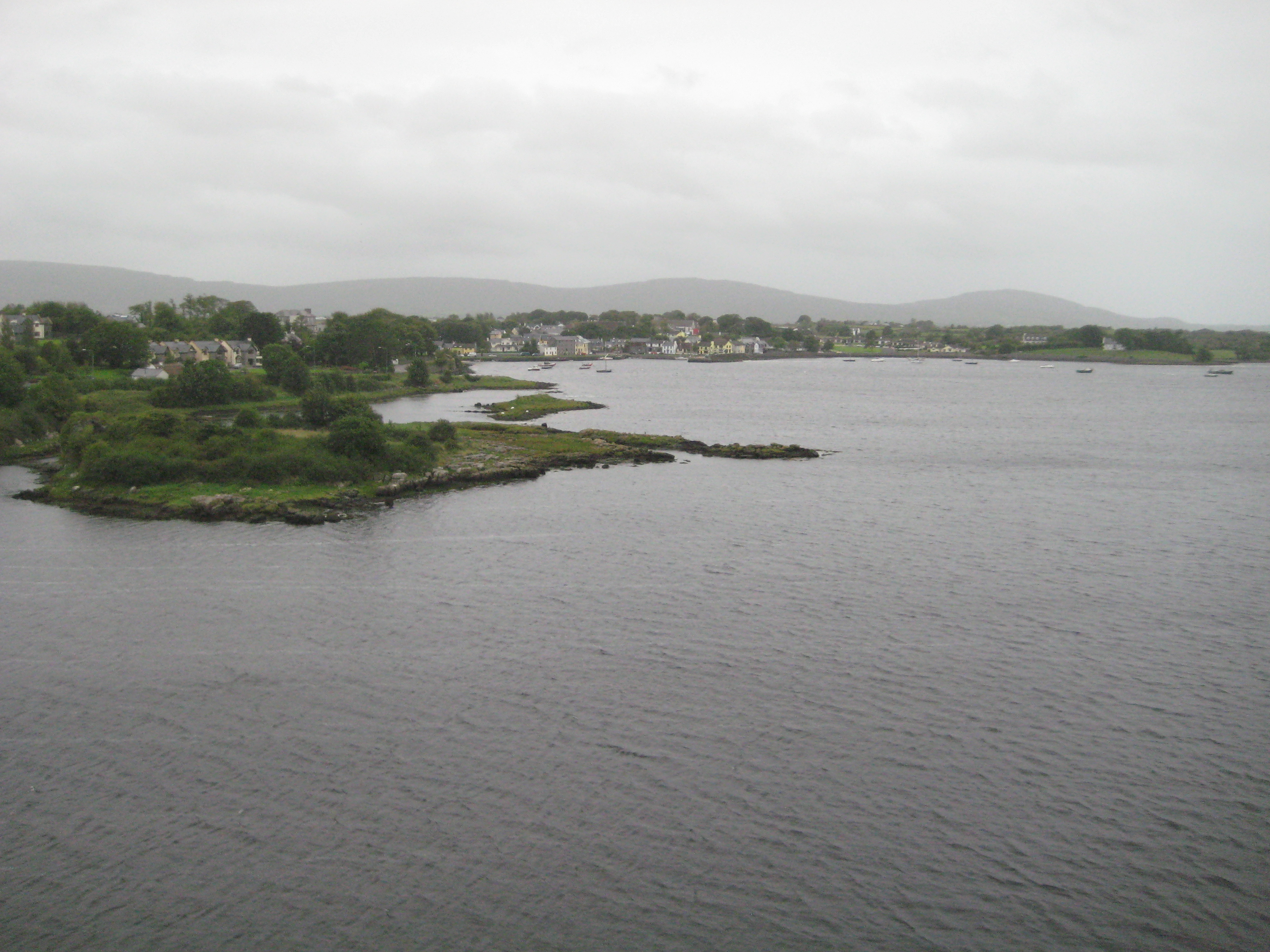
Baie de Galway vue depuis le château de Dunguaire
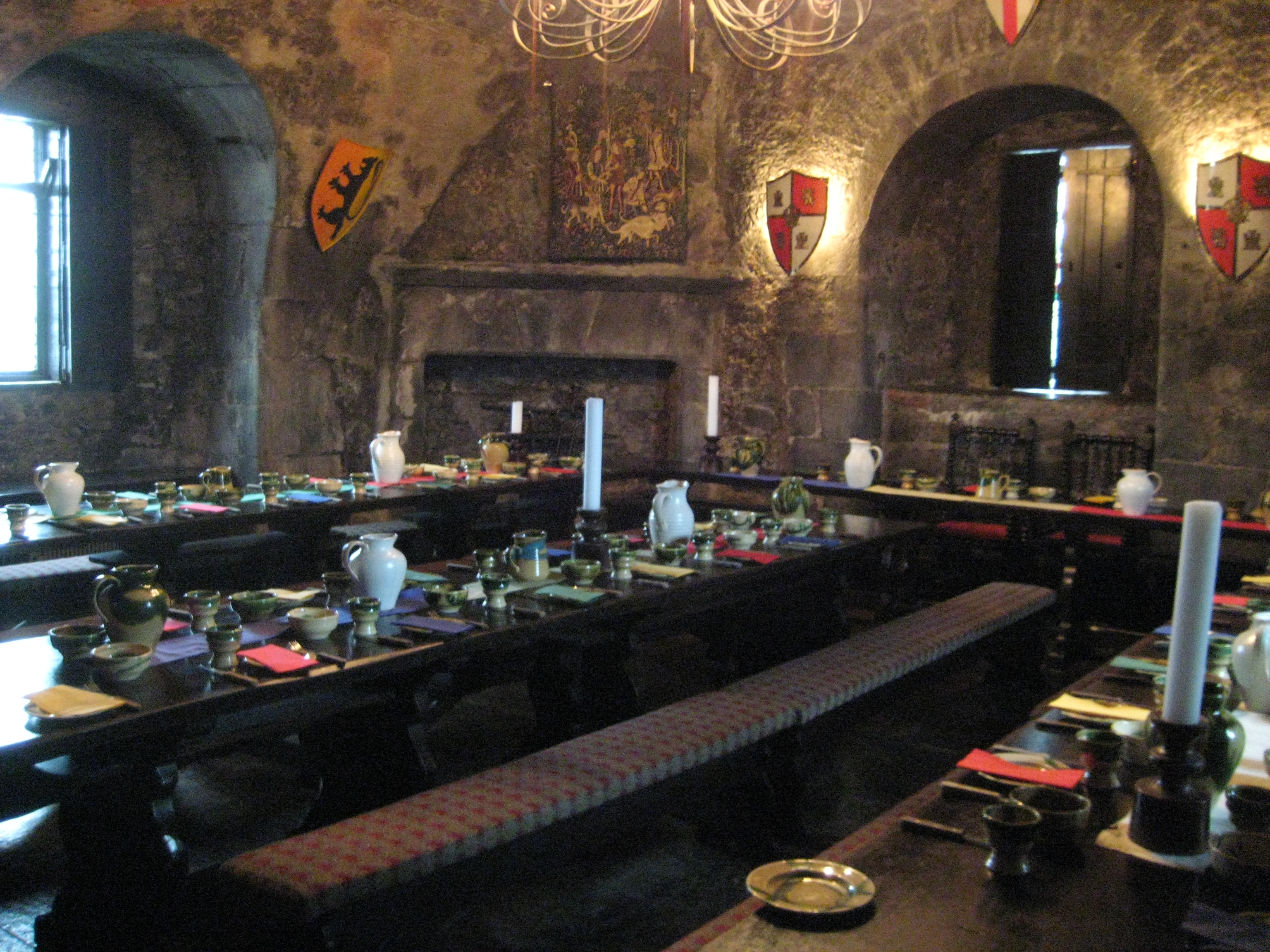
Table dressée pour un banquet médiéval dans le château de Dunguaire
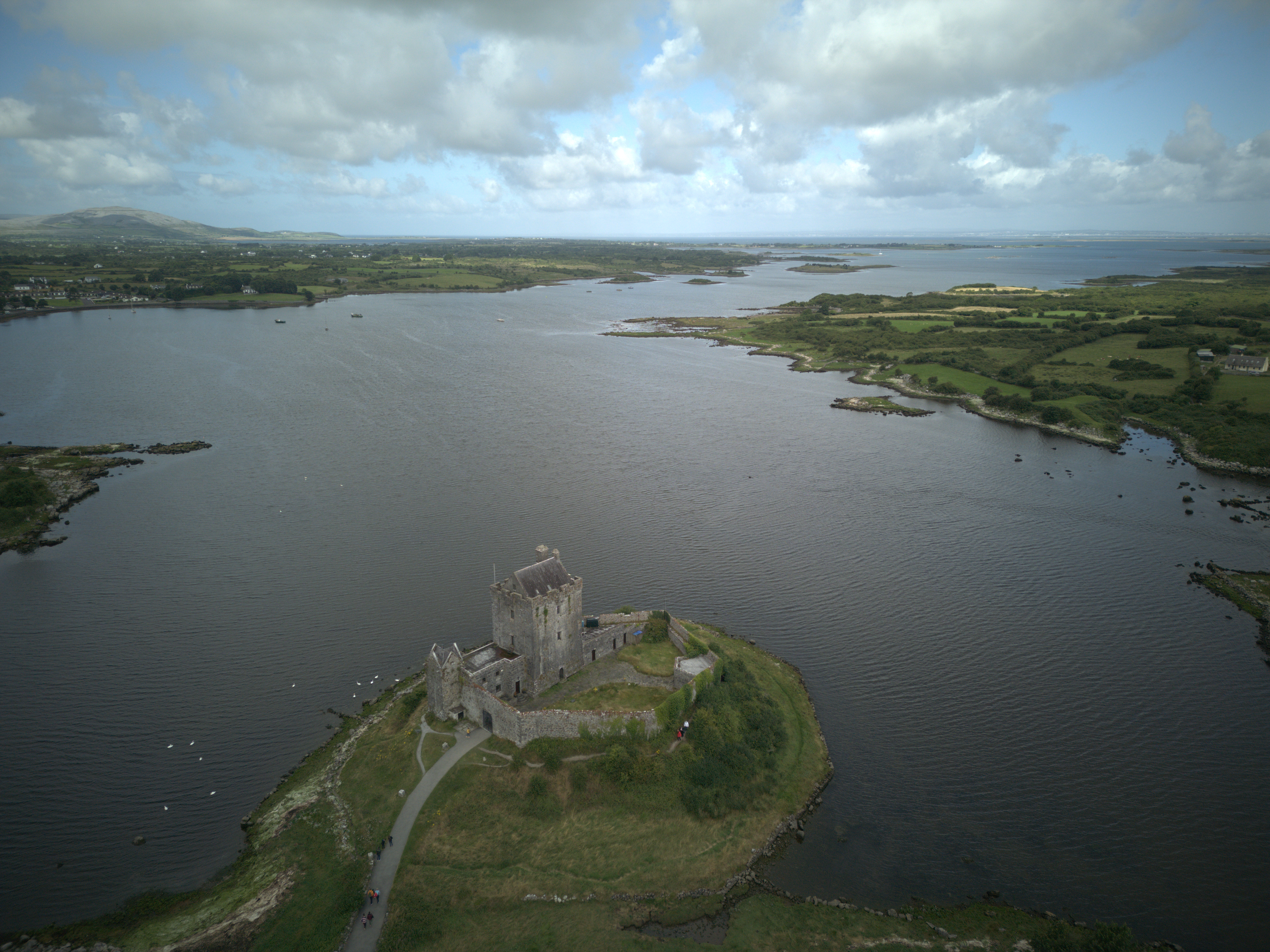
Château de Dungaire
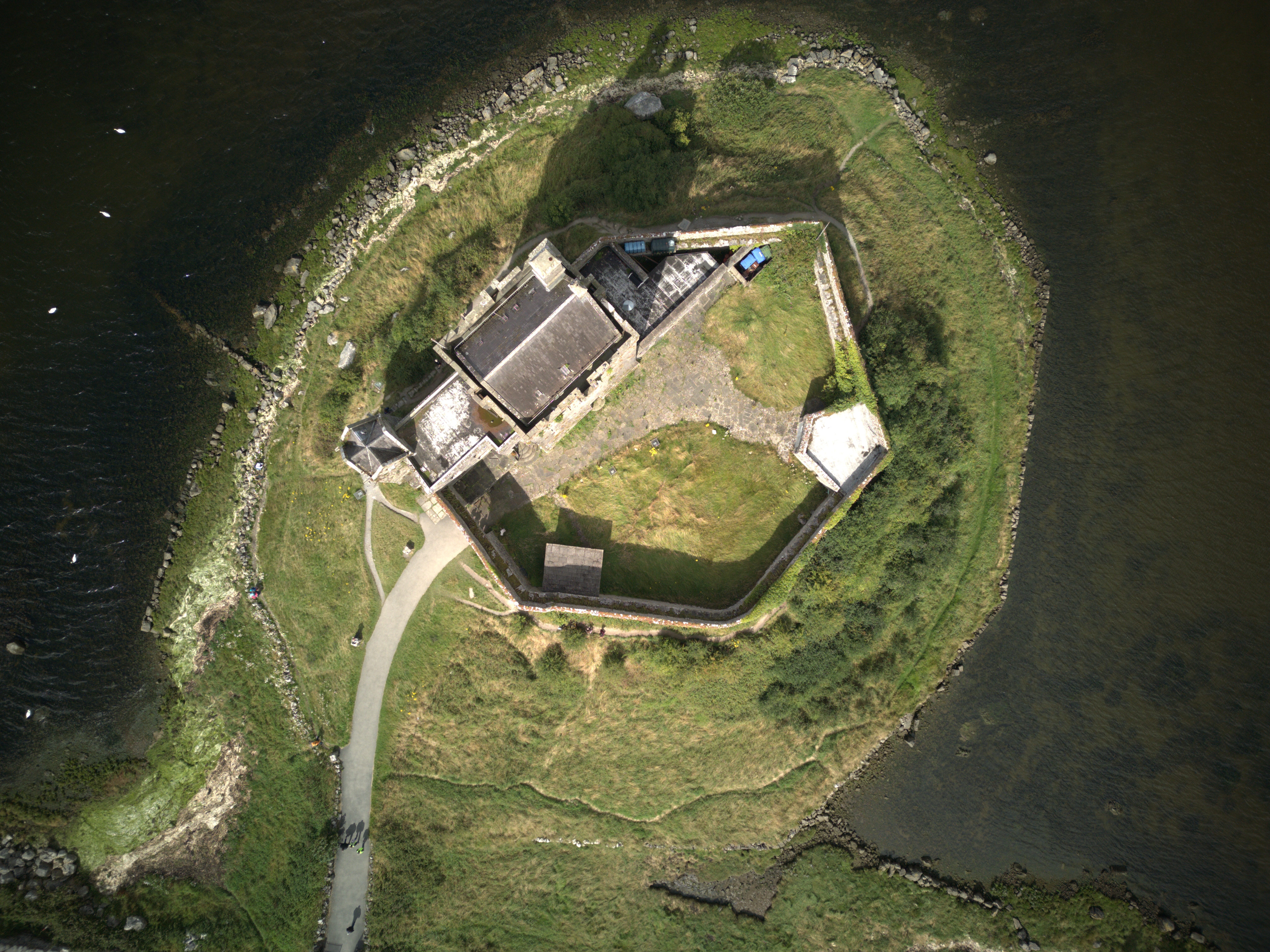
Château de Dunguaire
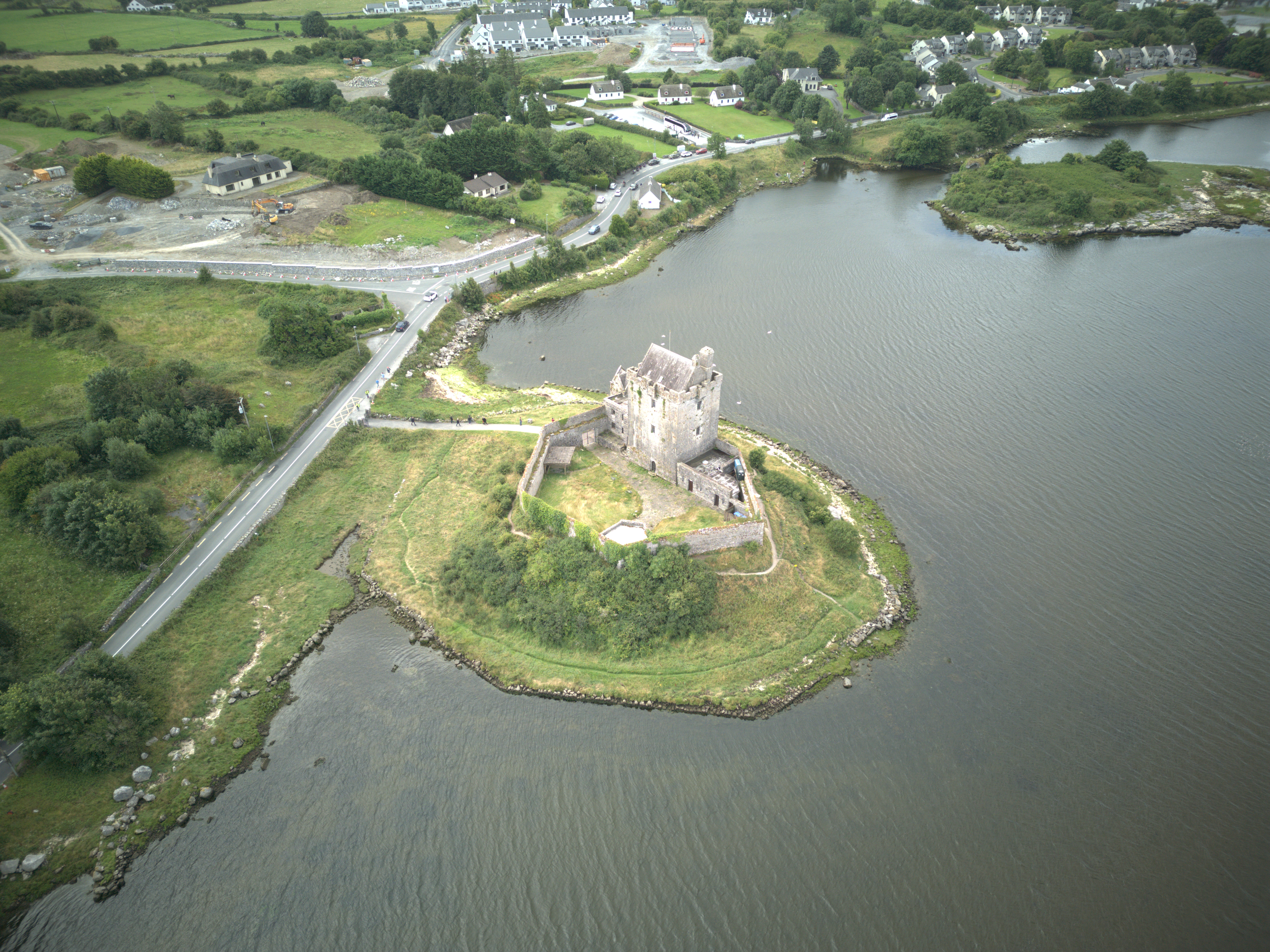
Château de Dungaire